# Fàbrica Hispano Olivetti
La fàbrica Hispano Olivetti era un conjunt d'edificis situat a la Gran Via de les Corts Catalanes de Barcelona, prop de la plaça de les Glòries Catalanes, les restes del qual estan catalogat com a bé amb elements d'interès (categoria C).

## Història i descripció
El 1908, l'industrial italià Camillo Olivetti Sacerdoti va fundar una fàbrica de màquines d'escriure a Ivrea (Piemont), que aviat esdevendria una de les principals a Europa. El 1929, es va constituir a Barcelona la filial espanyola Hispano Olivetti SA, amb un capital d'1.010.000 pessetes, els socis de la qual eren Juli Caparà i Marquès (600.000), Camillo Olivetti (400.000), i Luigi Bettonica Turati (10.000). La fàbrica era situada al carrer de Pamplona, 87-89 i Pallars, 105-107, i les oficines a la Via Laietana, 37.

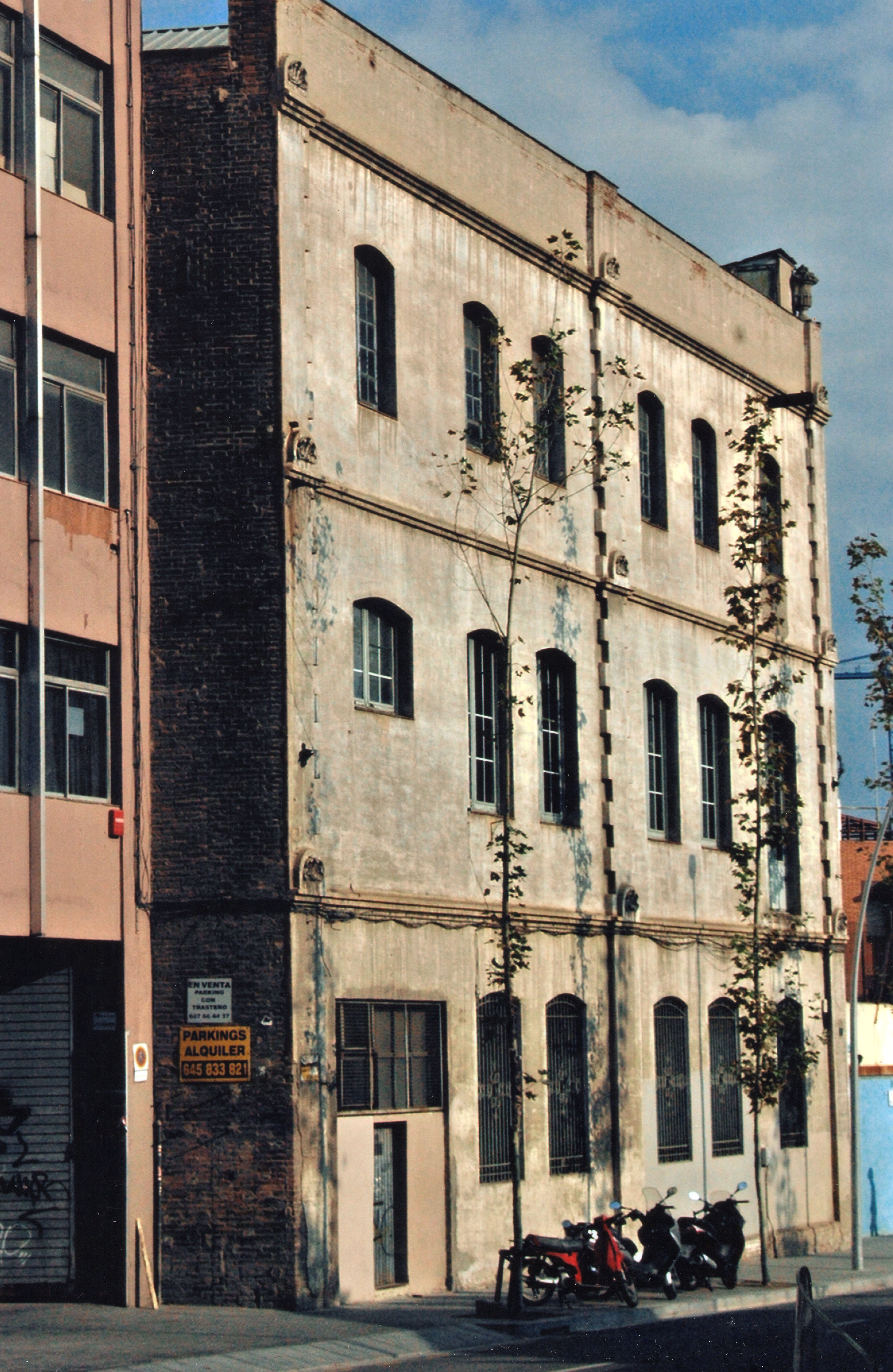
Antiga fàbrica Hispano Olivetti al carrer del Pallars cantonada amb el de Pamplona (enderrocada)

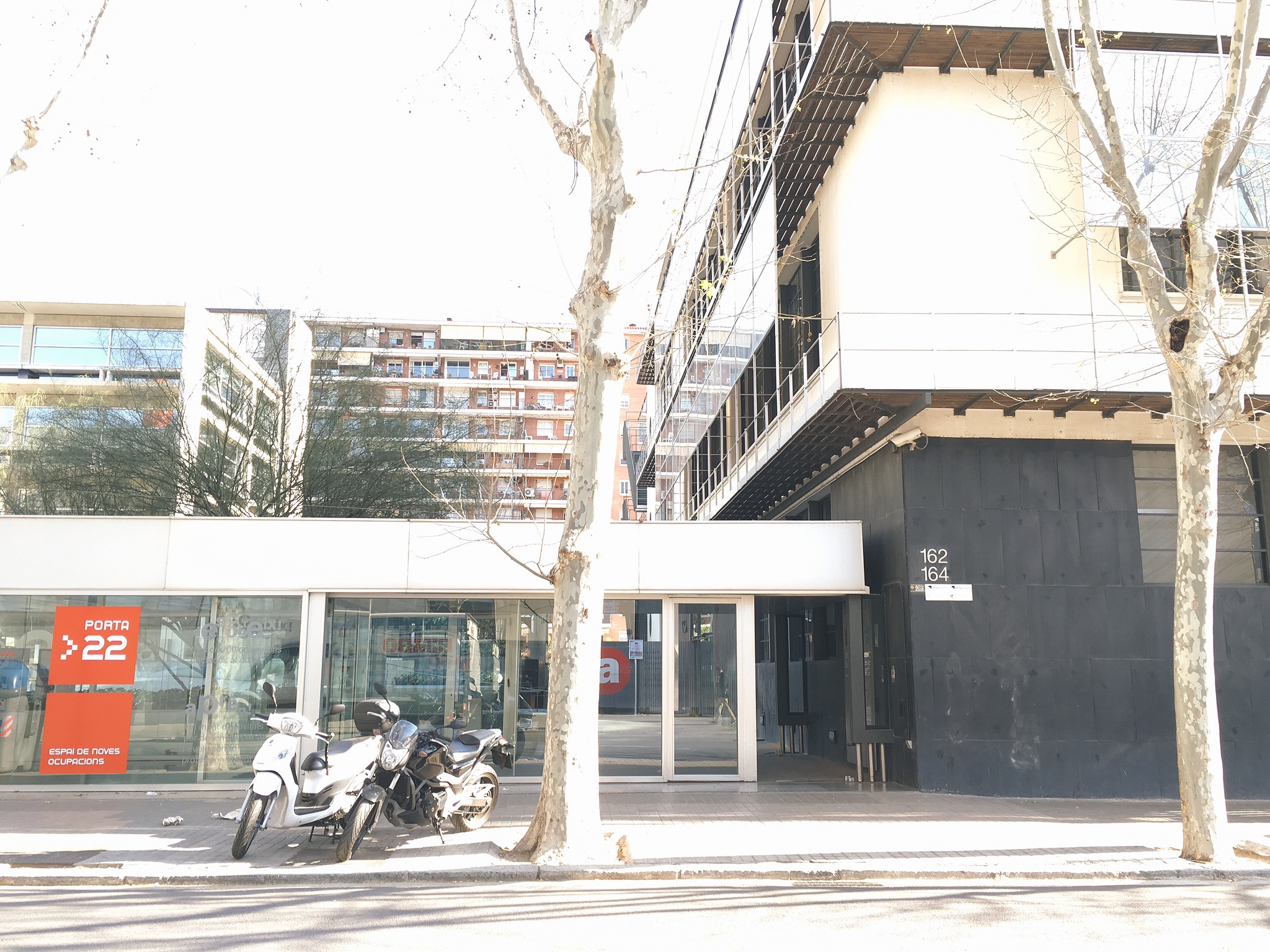
Actual seu de Barcelona Activa al carrer de la Llacuna

Després de la Guerra Civil, Hispano Olivetti absorbí l'empresa La Rápida, i el 1940 adquirí un terreny a la Gran Via de les Corts Catalanes, on es va construir un complex de fàbrica i tallers projectat per l'arquitecte Josep Soteras i Mauri en col·laboració amb l'enginyer italià Italo Lauro, inaugurat el 1942. Tenia menjadors per als treballadors amb abonaments a preus econòmics, llar d'infants, i fins i tot una piscina i zona esportiva amb jardins, i posteriorment, l'empresa va posar en marxa un servei de colònies d'estiu a Teià. El 1963, hi treballaven 3.200 persones, amb una producció de 600.000 unitats a l'any, que la convertia en la fàbrica de màquines d'escriure més important del món.
Als anys 1980, el desenvolupament de la ofimàtica va provocar el declivi de les màquines d'escriure, substituïdes per ordinadors i impressores, i la fàbrica tancà les portes el 1987. Una part de les instal·lacions romandria com a planta de producció d'equips informàtics fins al 1992, quan es va traslladar al Parc Tecnològic del Vallès a Cerdanyola. Aleshores, els arquitectes José Antonio Martínez Lapeña i Elies Torres i Tur van remodelar el bloc dels carrers del Perú i de la Llacuna, que actualment acull la seu de Barcelona Activa.
L'octubre del 1991, les naus que donaven a la Diagonal van ser dinamitades, conservant les de la banda de la Gran Via, i s'hi construí el Centre Comercial Glòries, a càrrec dels arquitectes Cristian Cirici i Carles Bassó, B/SV Arquitectos (Manuel Bernar, Ignacio i Joaquín Sainz de Vicuña) i L35 Arquitectes (José Ignacio Galán), inaugurat l'any 1995. Entre 2013 i 2017, va ser remodelat segons el projecte d'Eduardo Simarro i Carme Tribó (L35 Arquitectes), amb la col·laboració de Saguez & Partners i Xavier Mariscal.